# Solanum donianum
Solanum donianum är en potatisväxtart som beskrevs av Wilhelm Gerhard Walpers. Solanum donianum ingår i släktet skattor som ingår i familjen potatisväxter. Inga underarter finns listade i Catalogue of Life.